# William Barksdale
William Barksdale (21 août 1821 - 3 juillet 1863) est un avocat, un éditeur de presse, un membre du Congrès des États-Unis, et un général confédéré de la guerre de Sécession. Fervent sécessionniste, il est mortellement blessé lors de la bataille de Gettysburg pendant qu'il mène sa brigade à l'assaut des forces de l'Union près de Cemetery Ridge.

## Avant la guerre
William Barksdale naît à Smyrna, Tennessee, le fils de William Barksdale et Nancy Hervey Lester Barksdale. Il est le frère aîné de Ethelbert Barksdale, qui siégera au Congrès des États Confédérés pendant la guerre de Sécession et au Congrès des États-Unis après la guerre.
Barksdale est diplômé de l'Université de Nashville et est juriste au Mississippi dès l'âge de 21 ans, mais il abandonne la pratique du droit pour devenir éditeur du Columbus [Mississippi] Democrat, un journal pro-esclavagiste. Il s'engage dans le 2nd Mississippi Infantry Regiment et sert lors de la guerre américano-mexicaine en tant que capitaine et quartier-maître, mais participe souvent à des combats d'infanterie.
Après la guerre, il entre à la chambre des représentants des États-Unis et acquiert une célébrité nationale en tant que démocrate défenseur des droits des États, servant du 4 mars 1853 au 12 janvier 1861. Il est considéré comme l'un des plus féroces « fire-eaters » de la Chambre. Il aurait été au côté du représentant Preston S. Brooks lorsque Brooks a attaqué le sénateur abolitionniste Charles Sumner à la Chambre du Sénat avec une canne, bien qu'il ne soit pas parmi les membres de la Chambre qui tenteront de censurer l'incident.
Avant le début de la guerre de Sécession, Barksdale a involontairement aidé à arrêter un des incidents violents de l'histoire législative des États-Unis. Le 5 février 1858, une rixe entre législateurs pro et anti-esclavagistes éclate dans la Chambre. Pendant la mêlée, un coup de poing raté d'un collège député fait sauter sa perruque, et Barksdale embarrassé la remet à l'envers, ce qui provoque des deux côtés des éclats de rire et stoppe le pugilat.

## Guerre de Sécession
Après la sécession de l'État du Mississippi juste avant le début de la guerre e Sécession, Barksdale démissionne du Congrès pour devenir adjudant général, et puis quartier-maître général, de la milice du Mississippi, au grade de brigadier général, avec une date de prise de rang au 1er mars 1861. Le 1er mai 1861, il est nommé colonel de l'armée des États confédérées du 13th Mississippi Infantry, le régiment qui commande lors de la première bataille de Bull Run à l'été, et à la bataille de Ball's Bluff en octobre 1861. Au printemps suivant, il conduit son régiment dans la péninsule de Virginie et combat lors de la campagne de la Péninsule et lors des batailles des sept jours. Lorsque son commandant de brigade, le brigadier général Richard Griffith, est mortellement blessé à la bataille de Savage's Station le 29 juin 1862, Barksdale assure le commandement de la brigade et la mène lors de la charge héroïque, mais sanglante et futile, lors de la bataille de Malvern Hlill. La bridage devient connue sous le nom de « Barksdale's Mississippi Brigade ». Il est promu brigadier général le 12 août 1862.
Lors de la campagne de Virginie Septentrionale, la brigade de Barksdale est stationnée à Harpers Ferry, et ne participe donc pas à la seconde bataille de Bull Run. Lors de la campagne du Maryland, sa brigade est affectée à la division du major général Lafayette McLaws dans le premier corps d'armée du lieutenant général James Longstreet de l'armée de Virginie du Nord. C'est l'une des brigades qui attaquent Maryland Heights, entraînant la reddition de la garnison de l'Union à Harpers Ferry. À la bataille suivant d'Antietam, la division de McLaws défend les bois à l'ouest contre l'assaut de la division du major général John Sedgwick, sauvant le flanc droit confédéré. À la bataille de Fredericksburg, la brigade de Barksdale défend les quais de la ville contre les forces de l'Union qui tentent de traverser la rivière Rappahannock, scindant les forces d'infanterie et d'ingénieurs dans les bâtiments qui ont été réduits en amas de pierres par l'artillerie de l'Union.

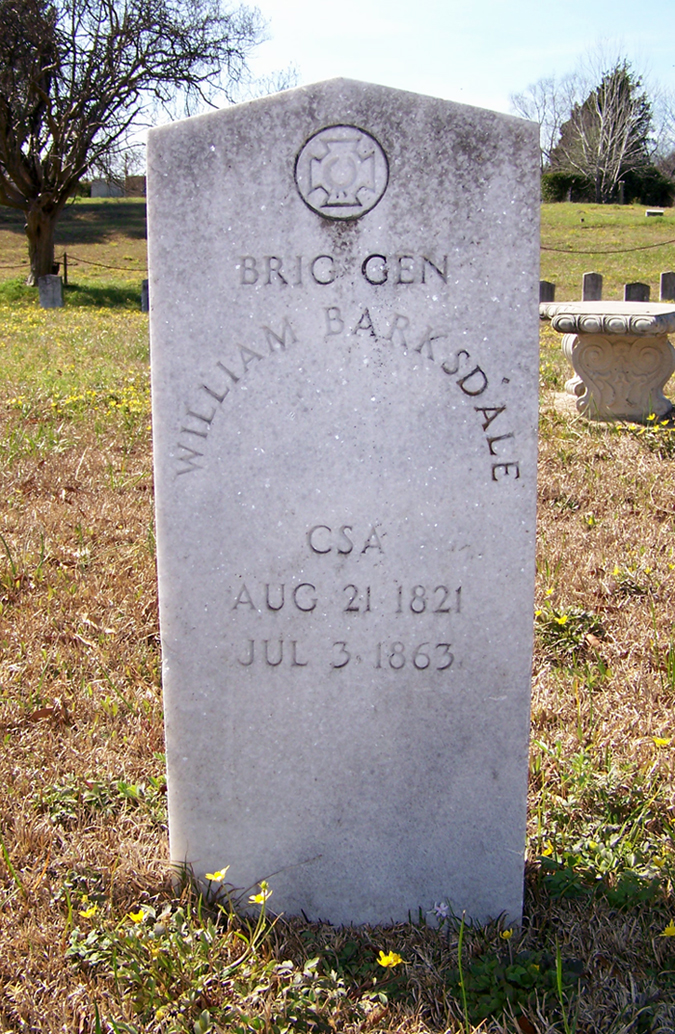
Pierre tombale du général Barksdale dans le cimetière de Greenwood, Jackson, Mississippi.

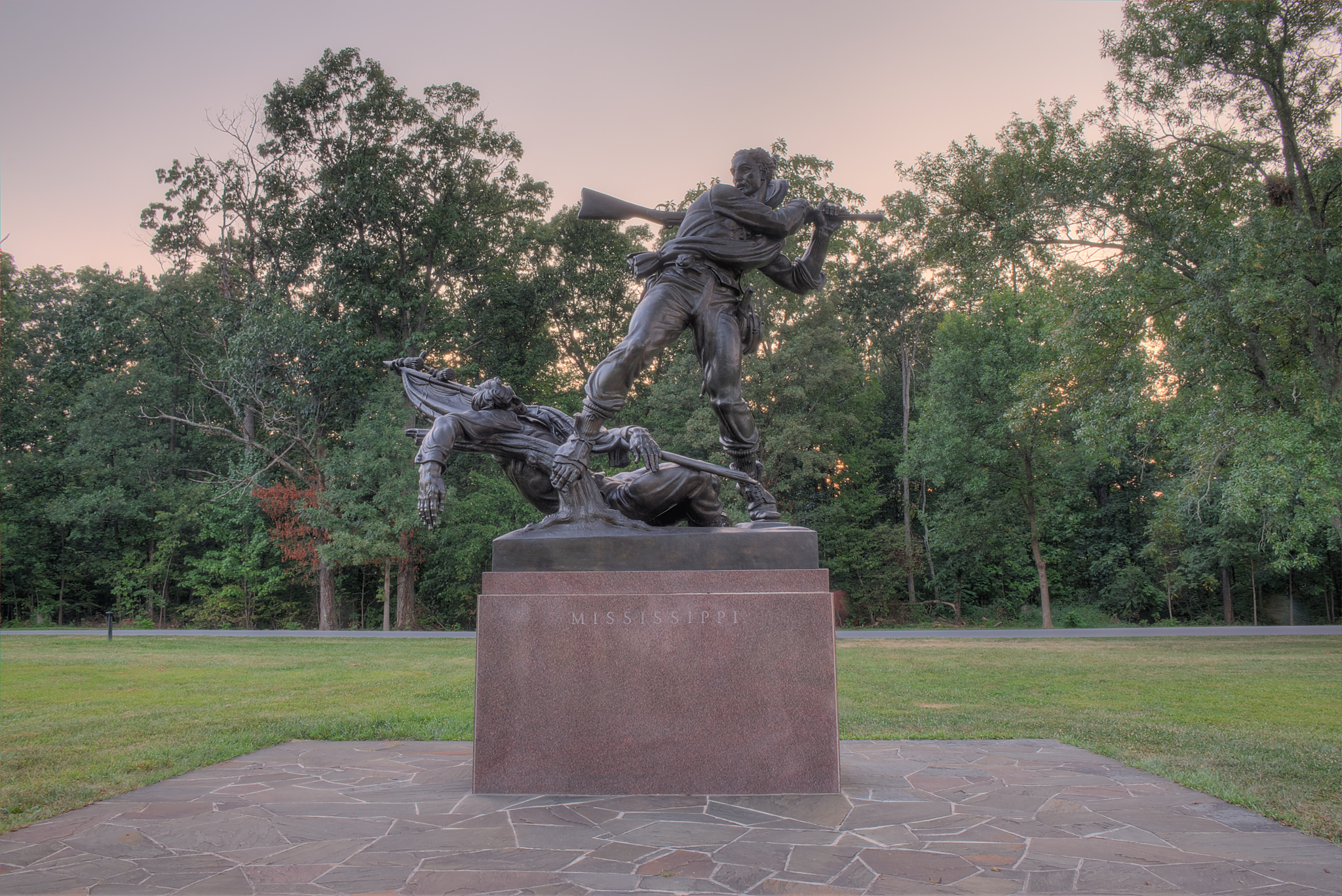
Monument commémoratif de William Barksdale dans le parc militaire national de Gettysburg

À la bataille de Chancellorsville en mai 1863, La brigade de Barksdale est l'une des quelques unités du corps de James Longstreet qui est présente à la bataille ; la plupart du corps est détaché pour le service à Suffolk, Virginie. Une fois encore, la brigade de Barksdale défend les hauteurs au-dessus Fredericksburg, cette fois contre son adversaire précédent, Sedgwick, dont le VI Corps est dix fois plus nombreux que sa brigade. L'assaut de Sedgwick est un succès et Barksdale recule après avoir retardé la force de l'Union, mais il est capable de rallier sa brigade et de reprendre le terrain perdu le lendemain.
À la bataille de Gettysburg, la brigade de Barksdale arrive avec la division de McLaws après le premier jour de la bataille du 1er juillet 1863. Le plan du général Robert E. Lee est de faire manœuvrer le corps de Longstreet pour le mettre en position et attaquer au nord-est, au-dessus d'Emmitsburg Road, pour envelopper le flanc gauche de l'Union. Le secteur d'attaque de Barksdale le place directement à l'extrémité du saillant de la ligne de l'Union ancrée dans le verger de pêchers (Peach Orchard), défendu par le III corps de l'Union. Vers 17 heures 30, la brigade de Barksdale sort des bois et entame un assaut irrésistible, qui a été décrit comme un des plus grands spectacles à couper le souffle de la guerre de Sécession. Un colonel de l'Union est cité pour avoir dit : « c'est la plus grande charge qu'un mortel n'a jamais fait ». Bien qu'il ordonne à ses subordonnés de marcher pendant la charge, Barkdale chevauche « en tête », montrant le chemin, son chapeau enlevé, sa chevelure clairsemée brillante ce qui rappelle (à un officier d'état-major confédéré) le « panache blanc de Navarre ».
Les confédérés fracassent la brigade occupant la ligne de Peach Orchard, blessant et capturant le commandant de la brigade de l'Union en personne. Quelques régiments de Barksdale se tournent vers le nord et brisent la division du major général Andrew A. Humphreys. Les autres régiments poursuivent droit devant. Au moment où ses hommes ont atteint Plum Run, après 1,4 kilomètre (1 mile) de progression, ils sont contre-attaqués par une brigade commandée par le colonel George L. Willard. Barksdale est blessé au genou gauche, puis à son pied gauche par un boulet de canon, et finalement par une balle à la poitrine, le désarçonnant de son cheval. Il dit à son aide de camp, W.R. Boyd, « je suis mort ! Dites à ma femme et à mes enfants que je suis mort en combattant à mon poste ». Ses troupes sont obligées de le laisser pour mort sur le champ de bataille et il meurt le lendemain matin à l'hôpital de campagne de l'Union (la ferme de Joseph Hummelbaugh).
Barksdale est enterré dans le cimetière de Greenwood à Jackson, Mississippi.

## Culture populaire
Barksdale est joué dans le film Gettysburg et dans la préquelle, Gods and Generals, par Lester Kinsolving, qui est un descendant de Barksdale.
Barksdale apparaît aussi dans le documentaire Gettysburg de 2011 sur History Channel.
Les rues de la subdivision de Potomac Crossing à Leesburg, Virginie, sont nommées (en partie) en fonction des commandants régimentaires de la bataille de Ball's Bluff (21 octobre 1861). Barksdale Drive est appelée ainsi en référence au colonel Barksdale et est la première canalisation est-ouest du lotissement, courant sur près de 1,6 kilomètre (1 mile) entre les extrémités du quartier.

## Pour aller plus loin
- Guelzo, Allen C. Gettysburg: The Last Invasion. New York: Knopf, 2013.  (ISBN 0-3075-9408-4).